# Sigrid Undset
Sigrid Undset (20 tháng 5 năm 1882 – 10 tháng 6 năm 1949) là nữ nhà văn Na Uy đoạt giải Nobel Văn học năm 1928.

## Tiểu sử
Sigrid Undset sinh ở Kallundborg, Đan Mạch. Năm lên 2 tuổi, gia đình chuyển về Oslo, Na Uy. Bố mất năm Sigrid Undset lên 11 tuổi. Từ đó Undset phải đi bán hàng kiếm sống, nuôi gia đình, rồi học thương nghiệp và tự học thêm văn học. Từ năm 17 tới năm 27 tuổi Undset làm nhân viên văn phòng. Năm 1907, tiểu thuyết Fru Marta Oulie (Bà Marta Oulie) viết về các phong tục đương đại của bà được xuất bản. Năm 1908 in cuốn Den lykkelige alder (Thời hạnh phúc), hai năm sau (1910) in một tập thơ. Tuy nhiên, phải đến tiểu thuyết Jenny (1911) mang tính tự thuật kể về mối tình của mình với một người đàn ông hơn bà 13 tuổi (sau này hai người lấy nhau và có ba con) Undset mới trở nên nổi tiếng.
Từ năm 1920, bất chấp lời khuyên trước kia của nhà xuất bản, Sigrid Undset đã trở lại với đề tài lịch sử và cho ra đời tiểu thuyết bộ ba Kristin Lavransdatter (Kristin con gái của Lavrans, 1920-1922), miêu tả toàn bộ các sự kiện lớn, phong tục tập quán, lý tưởng của quần chúng lao động trong lịch sử đau xót của Na Uy khi bị Đan Mạch xâm chiếm và đồng hóa (thế kỉ 14). Với tiểu thuyết này bà được đề cử trao giải Nobel Văn học năm 1922. Tuy nhiên, phải sáu năm sau giải thưởng mới được trao cho bà.
Thời kì sau khi nhận giải Nobel, Sigrid Undset viết thêm 5 cuốn tiểu thuyết về đề tài hiện đại, và nhiều bài báo được tập hợp thành sách Etapper (Những chặng đường). Cuốn tiểu thuyết cuối cùng là Madame Dorothea (Bà Dorothea, 1939), chống lại khuynh hướng nữ quyền của thời đại. Trong Chiến tranh thế giới thứ hai, Na Uy bị quân phát xít chiếm đóng, bà tham gia kháng chiến nhưng ít lâu sau buộc phải chạy sang Thụy Điển rồi đi Mỹ, tiếp tục hoạt động ủng hộ chính phủ kháng chiến. Chiến tranh kết thúc bà trở về tổ quốc và được tặng thưởng huân chương cao quý Thánh Olav "vì những đóng góp to lớn trong văn học và sự nghiệp phục vụ nhân dân".
Bà mất cuối năm 1949 ở Lillehammer, Na Uy.

## Tác phẩm
- Fru Marta Oulie (Bà Marta Oulie, 1907), tiểu thuyết
- Den lykkelige alder (Thời hạnh phúc, 1908), tiểu thuyết
- Fortællingen om Viga-Ljot og Vigdis (Viga-Ljot và Vigdis, 1909), tiểu thuyết
- Jenny (1911), tiểu thuyết
- Fattige skjebner (Những kẻ khốn khó, 1912), tập truyện
- Vaaren (Mùa xuân, 1914), tiểu thuyết
- Splinten av troldspeilet (Bóng trong gương, 1917), tập truyện vừa
- Kristin Lavransdatter (Kristin, con gái của Lavrans, 1920-1922) tiểu thuyết 3 tập
- Olav Audunsson i Hestviken (Ông chủ của Hestviken, 1925), tiểu thuyết
- Gymnadenia (Cành lan dại, 1929), tiểu thuyết
- Den braendende busk (Bụi cây màu lửa, 1930), tiểu thuyết
- Ida Elisabeth (1932), tiểu thuyết
- Etapper (Những chặng đường, 1929 và 1933), tự truyện
- Elleve ăr (Mười một năm, 1934), tự truyện
- Den trofaste hustru (Người vợ chung thủy, 1936), tiểu thuyết
- Madame Dorothea (Bà Dorothea, 1939), tiểu thuyết